# Мері Євгенія Андріївна
Євгенія Андріївна Мері (нар. 6 січня 1918, Нарва — пом. 11 січня 1991, Львів) — українська радянська художниця скла; член Спілки радянських художників України з 1960 року.

## Біографія
Народилася 6 січня 1918 року в місті Нарві (нині Естонія). Брала участь у німецько-радянській війні. Нагороджена орденом Вітчизняної війни ІІ ступеня (6 квітня 1985).
1955 року закінчила відділення художньої кераміки Львівського інституту прикладного та декоративного мистецтва. Дипломну роботу — ювілейний набір «700 років Львову», захистила на добре (керівник В. М. Руденко).
Працювала у Львові: з 1956 року — на підприємтвах художнього скла; упродовж 1962—1968 років — головним художник фірми «Райдуга». Жила у Львові, в будинку на вулиці Галицькій, № 21, квартира № 7. Померла у Львові 11 січня 1991 року.

## Творчість
Працювала в галузі художнього скла. Створювала побутовий та декоративний посуд, переважно для серійного виробництва, використовуючи кольорове й тоноване скло. Серед робіт:
- декоративне блюдо «25-річчя возз'єднання українських земель у єдину Українську Радянську державу» (1964);

вази
- «До 700-річчя Львова» (1956);
- «1-й Всесвітній конгрес жінок» (1960);
- «Тополя» (1964);
- «XXIV з'їзд КПРС» (1971);
- «30 років Перемоги» (1975);

декоративні набори
- «Берізка» (1958);
- «Лотос» (1962);
- «Соняшник» (1967);
- «Дзвінкий» (1968);
- «Мадригал» (1970);
- «З полонини» (1973);
- «Срібло зими» (1973);
- «Синя птиця» (1973);
- «Полум'я осені» (1974);
- «Україна» (1979).

Брала участь у зарубіжних виставках з 1958 року, республіканських та всесоюзних — з 1960 року.
Окремі роботи майстрині зберігаються у Національному музеї українського народного декоративного мистецтва у Києві, Музеї етнографії та художнього промислу у Львові, Державному Російському музеї у Санкт-Петербурзі та  Державному центральному музеї сучасної історії Росії у Москві.